# Dimitar Peshev
Dimitar Iosifov Peshev (en búlgaro: Димитър Пешев, Dimitûr Peshev) (Kyustendil, Bulgaria, 25 de junio de 1894 - 25 de febrero de 1973) fue un político y activista búlgaro; ministro de Justicia, que se rebeló contra el Gabinete pronazi, salvando así a unos 49 000 judíos de la deportación a los campos de exterminio nazis durante la Segunda Guerra Mundial.

## Honores
En el año 1973, el memorial del Holocausto Yad Vashem le otorgó el título Justo entre las Naciones en reconocimiento a la ayuda que pudo brindar al pueblo judío.

### Epónimos
El Risco Peshev en la isla Livingston, islas Shetland del Sur, Antártida se nombró en su honor.